# Калмунай-Куді-13
Грама Ніладхарі Калмунай-Куді-13 (№ KP/54A) — Грама Ніладхарі підрозділу ОС Калмунай-Муслім, округ Ампара, Східна провінція, Шрі-Ланка.

## Демографія
| Населення (2007) | Населення (2007) | Населення (2007) | Населення (2007) | Населення (2007) |
| Населення        | Чоловіки         | Жінки            | Діти             | Дорослі          |
| ---------------- | ---------------- | ---------------- | ---------------- | ---------------- |
| 1517             | 767              | 750              | 502              | 1015             |